# Энергия Ферми
Энергия (уровень) Фе́рми ({\displaystyle E_{F}}) системы невзаимодействующих фермионов — это увеличение энергии основного состояния системы при добавлении одной частицы. Энергия Ферми эквивалентна химическому потенциалу системы в её основном состоянии при абсолютном нуле температур. Энергия Ферми может также интерпретироваться как максимальная энергия фермиона в основном состоянии при абсолютном нуле температур. Энергия Ферми — одно из центральных понятий физики твёрдого тела.
Для нерелятивистских невзаимодействующих частиц со спином 1/2 в трёхмерном пространстве
{\displaystyle E_{\text{F}}={\frac {\hbar ^{2}}{2m_{0}}}\left({\frac {3\pi ^{2}N}{V}}\right)^{2/3},}
Название дано в честь итальянского физика Энрико Ферми. Здесь {\displaystyle \hbar } — приведенная постоянная Планка, {\displaystyle m_{0}} — масса фермиона, {\displaystyle N/V} — концентрация частиц.
Фермионы — частицы с полуцелым спином, обычно 1/2, такие, как электроны — подчиняются принципу запрета Паули, согласно которому две одинаковые частицы, образуя квантово-механическую систему (например, атом), не могут принимать одно и то же квантовое состояние. Следовательно, фермионы подчиняются статистике Ферми — Дирака. Основное состояние невзаимодействующих фермионов строится начиная с пустой системы, постепенным добавлением частиц по одной, последовательно заполняя состояния в порядке возрастания их энергии (например, заполнение электронами электронных орбиталей атома). Когда необходимое число частиц достигнуто, энергия Ферми равна энергии самого высокого заполненного состояния (или самого низкого незанятого состояния: в случае макроскопической системы различие неважно). Поэтому энергию Ферми называют также уровнем Фе́рми. Частицы с энергией, равной энергии Ферми, двигаются со скоростью, называемой скоростью Фе́рми. 
В свободном электронном газе (квантово-механическая версия идеального газа фермионов) квантовые состояния могут быть помечены согласно их импульсу. Нечто подобное можно сделать для периодических систем типа электронов, движущихся в атомной решётке металла, используя так называемый квазиимпульс (Частица в периодическом потенциале). В любом случае состояния с энергией Ферми расположены на поверхности в пространстве импульсов, известной как поверхность Ферми. Для свободного электронного газа, поверхность Ферми — поверхность сферы; для периодических систем она вообще имеет искаженную форму. Объём, заключённый под поверхностью Ферми, определяет число электронов в системе, и её топология непосредственно связана с транспортными свойствами металлов, например, электрической проводимостью. Поверхности Ферми большинства металлов хорошо изучены экспериментально и теоретически.

## Уровень Ферми при ненулевых температурах
Для важного случая электронов в металле при всех разумных температурах {\displaystyle T} можно считать {\displaystyle kT\ll \mu }, где {\displaystyle \mu } - химический потенциал при данной температуре, {\displaystyle k} — постоянная Больцмана. Такую ситуацию называют вырожденным ферми-газом. (В другом предельном случае {\displaystyle kT\gg \mu } ферми-газ называют невырожденным, числа заполнения невырожденного ферми-газа малы и его можно описывать классической больцмановской статистикой.)
Энергия Ферми свободного ферми-газа связана с химическим потенциалом уравнением
{\displaystyle \mu =E_{F}\left[1-{\frac {\pi ^{2}}{12}}\left({\frac {kT}{E_{F}}}\right)^{2}+{\frac {\pi ^{4}}{80}}\left({\frac {kT}{E_{F}}}\right)^{4}+\ldots \right],}
Следовательно, химический потенциал приблизительно равен энергии Ферми при температурах намного меньше характерной температуры Ферми {\displaystyle E_{F}/k}. Характерная температура имеет порядок 104 K для металла, следовательно, при комнатной температуре (300 K), энергия Ферми и химический потенциал фактически эквивалентны. Это существенно, потому что химический потенциал не является энергией Ферми, которая входит в распределение Ферми — Дирака
{\displaystyle {{f}_{FD}}\left(E-\mu \right)={\frac {1}{\exp \left({\frac {E-\mu }{kT}}\right)+1}}.}
При температуре {\displaystyle T\to 0} и энергии фермиона {\displaystyle E}, равной {\displaystyle E_{F}}, функция распределения Ферми-Дирака стремится к значению {\displaystyle {{f}_{FD}}\left(E_{F}-\mu (T)\right)\to {\frac {1}{2}}}.  При низких температурах {\displaystyle kT\ll {{E}_{F}}} граница заполнения энергетических состояний {\displaystyle E=E_{F}} симметрично размывается на величину порядка  {\displaystyle kT}.  При этом вероятность заполнения электронных состояний с энергией Ферми {\displaystyle {{f}_{FD}}\left(E_{F}-\mu \right)\approx 1/2}.  При высоких температурах размытие становится несимметричным, а значение химического потенциала смещается в область низких энергий.
В качестве уровня Ферми при {\displaystyle kT\ll {{E}_{F}}} можно выбрать уровень, заполненный ровно наполовину (то есть уровень состояния, вероятность заполнения которого частицей равна 1/2).

## Энергия, температура и скорость Ферми
| Элемент | Энергия Ферми, эВ | Температура Ферми, ×10 000 K | Скорость Ферми, ×1000 км/с |
| ------- | ----------------- | ---------------------------- | -------------------------- |
| Li      | 4,74              | 5,51                         | 1,29                       |
| Na      | 3,24              | 3,77                         | 1,07                       |
| K       | 2,12              | 2,46                         | 0,86                       |
| Rb      | 1,85              | 2,15                         | 0,81                       |
| Cs      | 1,59              | 1,84                         | 0,75                       |
| Cu      | 7,00              | 8,16                         | 1,57                       |
| Ag      | 5,49              | 6,38                         | 1,39                       |
| Au      | 5,53              | 6,42                         | 1,40                       |
| Be      | 14,3              | 16,6                         | 2,25                       |
| Mg      | 7,08              | 8,23                         | 1,58                       |
| Ca      | 4,69              | 5,44                         | 1,28                       |
| Sr      | 3,93              | 4,57                         | 1,18                       |
| Ba      | 3,64              | 4,23                         | 1,13                       |
| Nb      | 5,32              | 6,18                         | 1,37                       |
| Fe      | 11,1              | 13,0                         | 1,98                       |
| Mn      | 10,9              | 12,7                         | 1,96                       |
| Zn      | 9,47              | 11,0                         | 1,83                       |
| Cd      | 7,47              | 8,68                         | 1,62                       |
| Hg      | 7,13              | 8,29                         | 1,58                       |
| Al      | 11,7              | 13,6                         | 2,03                       |
| Ga      | 10,4              | 12,1                         | 1,92                       |
| In      | 8,63              | 10,0                         | 1,74                       |
| Tl      | 8,15              | 9,46                         | 1,69                       |
| Sn      | 10,2              | 11,8                         | 1,90                       |
| Pb      | 9,47              | 11,0                         | 1,83                       |
| Bi      | 9,90              | 11,5                         | 1,87                       |
| Sb      | 10,9              | 12,7                         | 1,96                       |
| Ni      | 11,67             |                              | 2,04                       |
| Cr      | 6,92              |                              | 1,56                       |

## Связь энергии Ферми и концентрации электронов проводимости
Концентрация электронов проводимости в вырожденных полупроводниках связана с расстоянием от края частично заполненной энергетической зоны до уровня Ферми. Эту положительную величину иногда тоже называют энергией Ферми, по аналогии с энергией Ферми свободного электронного газа, которая, как известно, положительна.
В металлах обычно имеется несколько частично заполненных энергетических зон, поэтому указать точный вид зависимости концентрации свободных носителей заряда от положения уровня Ферми не представляется возможным.